# Waad Al-Kateab
Waad Al-Kateab (àrab: وعد الخطيب, Waʿd al-Ḫaṭīb) (Síria, 1991) és el pseudònim d'una periodista, cineasta i activista siriana. El seu documental, For Sama (2019), va ser nominada a quatre BAFTA del 2017, i va guanyar el de millor documental, i també va obtenir l'Oscar al millor documental als Oscar del 2019. La seva cobertura de la batalla d'Alep va guanyar un premi Emmy internacional d'actualitat per a Channel 4 News. Utilitza el pseudònim de cognom Al-Kateab per protegir la seva família. Al-Kateab va ser inclosa entre les 100 persones més influents per la revista Time del 2020.

## Biografia
El 2009, Al-Kateab, de 18 anys, es va traslladar a Alep per estudiar economia a la Universitat d'Alep. El 2011, quan va esclatar la guerra civil siriana, va començar a informar sobre la guerra per a Channel 4 del Regne Unit. Va decidir quedar-se i documentar la seva vida durant cinc anys a Alep on es va enamorar de Hamza, un metge que va esdevenir el seu marit, i va donar a llum la seva primera filla, Sama ("Cel") el 2015, que es va convertir en la protagonista de For Sama. Per haver cobert el setge d'Alep, va guanyar un Emmy Internacional pels seus informes, esdevenint el primer sirià amb aquest guardó. Per Sama, dirigit amb Edward Watts, va guanyar el Prix L'Œil d'or al millor documental al Festival de Cannes de 2019, rebent una ovació de sis minuts. Als 73è British Academy Film Awards, For Sama es va convertir en el documental més nominat de la història dels British Academy Film Awards amb quatre nominacions, guanyant al millor documental. Al-Kateab figurava a la llista de les 100 dones de la BBC (BBC) que es van anunciar el 23 de novembre de 2020. Dues dones de Síria figuraven a la llista; l'altra era la viròloga vegetal Safaa Kumani.
Després de fugir d'Alep el desembre del 2016, va passar a residir al Regne Unit amb el seu marit i les seves dues filles.